# Торрехон-де-Ардос
Торрехон-де-Ардос (ісп. Torrejón de Ardoz) — муніципалітет в Іспанії, у складі автономної спільноти Мадрид. Населення — 118 441 особа (2010).

## Географія
Муніципалітет розташований на відстані близько 19 км на схід від Мадрида.
На території муніципалітету розташовані такі населені пункти: (дані про населення за 2010 рік)
- Торрехон-де-Ардос: 117407 осіб
- Басе-Аереа: 253 особи
- Касабланка: 0 осіб
- Ель-Кастільйо: 766 осіб
- Лос-Вільярес-і-Корреаль: 15 осіб
- Піко-Бланко: 0 осіб

### Клімат
Громада знаходиться у зоні, котра характеризується середземноморським кліматом. Найтепліший місяць — липень із середньою температурою 24.5 °C (76.1 °F). Найхолодніший місяць — січень, із середньою температурою 5.4 °С (41.7 °F).
| Клімат Торрехона-де-Ардос | Клімат Торрехона-де-Ардос | Клімат Торрехона-де-Ардос | Клімат Торрехона-де-Ардос | Клімат Торрехона-де-Ардос | Клімат Торрехона-де-Ардос | Клімат Торрехона-де-Ардос | Клімат Торрехона-де-Ардос | Клімат Торрехона-де-Ардос | Клімат Торрехона-де-Ардос | Клімат Торрехона-де-Ардос | Клімат Торрехона-де-Ардос | Клімат Торрехона-де-Ардос | Клімат Торрехона-де-Ардос |
| Показник                  | Січ.                      | Лют.                      | Бер.                      | Квіт.                     | Трав.                     | Черв.                     | Лип.                      | Серп.                     | Вер.                      | Жовт.                     | Лист.                     | Груд.                     | Рік                       |
| Середній максимум, °C     | 10,5                      | 12,9                      | 16,4                      | 18,1                      | 22,3                      | 28,1                      | 32,6                      | 32                        | 27,3                      | 20,4                      | 14,6                      | 11                        | 20,5                      |
| Середня температура, °C   | 5,4                       | 7,2                       | 9,8                       | 11,8                      | 15,7                      | 20,7                      | 24,5                      | 24,2                      | 20,2                      | 14,4                      | 9,3                       | 6,5                       | 14,1                      |
| Середній мінімум, °C      | 0,3                       | 1,5                       | 3,3                       | 5,4                       | 9,1                       | 13,3                      | 16,4                      | 16,4                      | 13,1                      | 8,5                       | 4                         | 1,9                       | 7,8                       |
| Норма опадів, мм          | 31                        | 30                        | 22                        | 40                        | 47                        | 24                        | 14                        | 12                        | 26                        | 40                        | 46                        | 45                        | 378                       |
| Днів з опадами            | 5                         | 5                         | 4                         | 6                         | 7                         | 4                         | 2                         | 2                         | 3                         | 6                         | 6                         | 7                         | 58                        |
| Днів зі снігом            | 1                         | 1                         | 0                         | 0                         | 0                         | 0                         | 0                         | 0                         | 0                         | 0                         | 0                         | 0                         | 2                         |
| Вологість повітря, %      | 77                        | 71                        | 61                        | 59                        | 58                        | 47                        | 38                        | 39                        | 49                        | 64                        | 74                        | 80                        | 60                        |
| ------------------------- | ------------------------- | ------------------------- | ------------------------- | ------------------------- | ------------------------- | ------------------------- | ------------------------- | ------------------------- | ------------------------- | ------------------------- | ------------------------- | ------------------------- | ------------------------- |
| Джерело: Weatherbase      |                           |                           |                           |                           |                           |                           |                           |                           |                           |                           |                           |                           |                           |

## Демографія
Динаміка населення (INE ):

## Галерея зображень

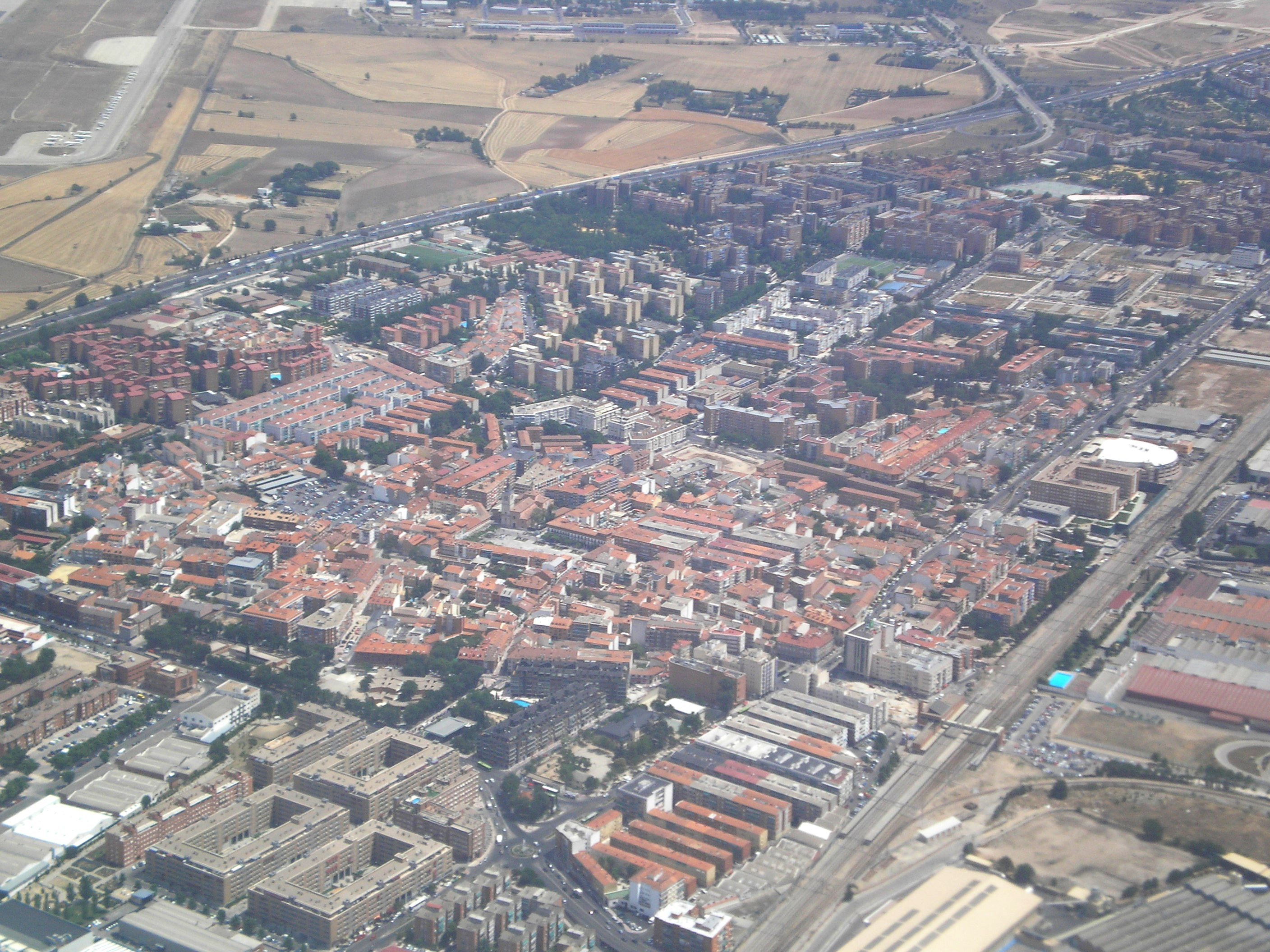
Торрехон-де-Ардос, центральна частина, панорама
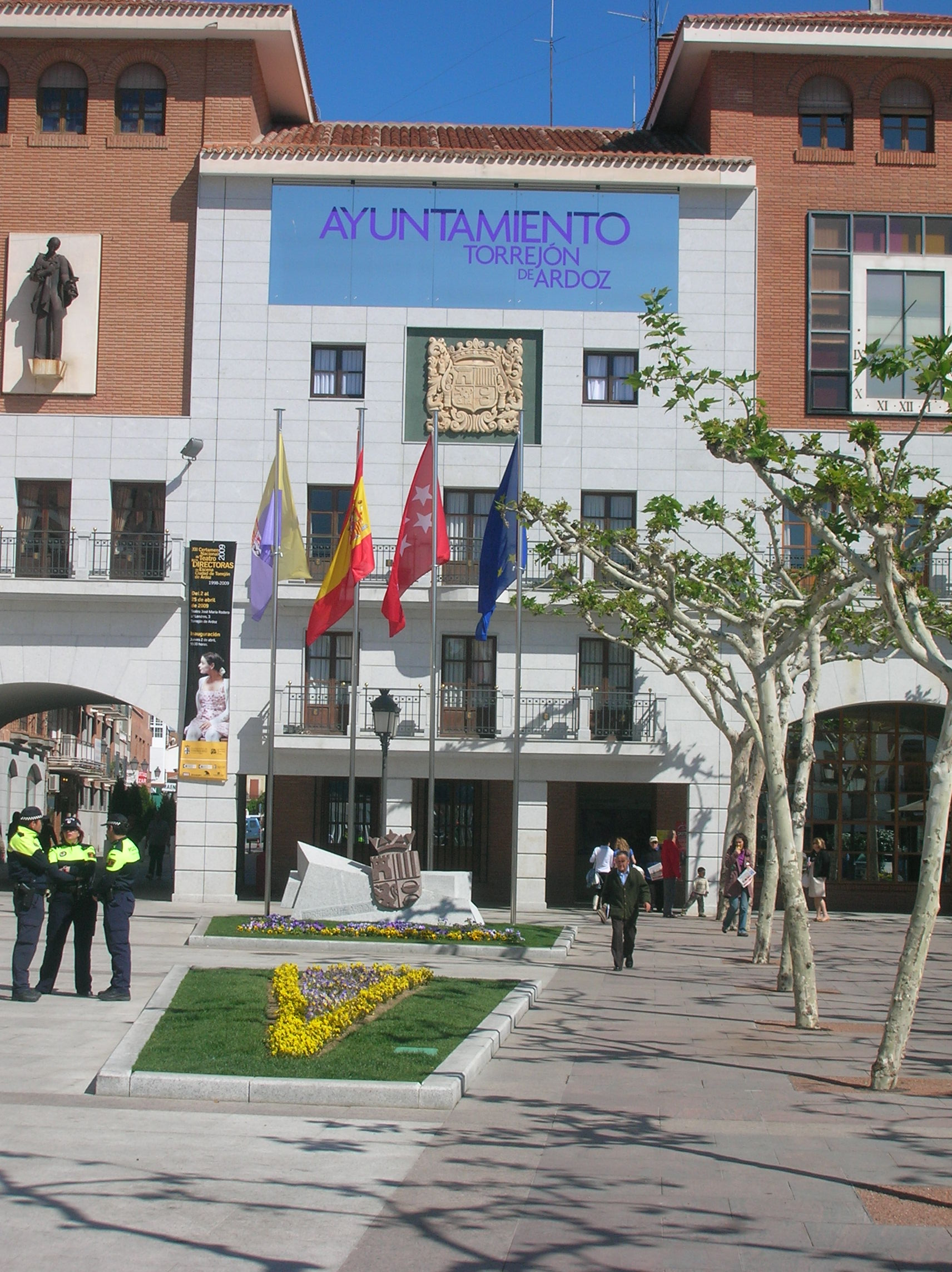
Муніципальна рада
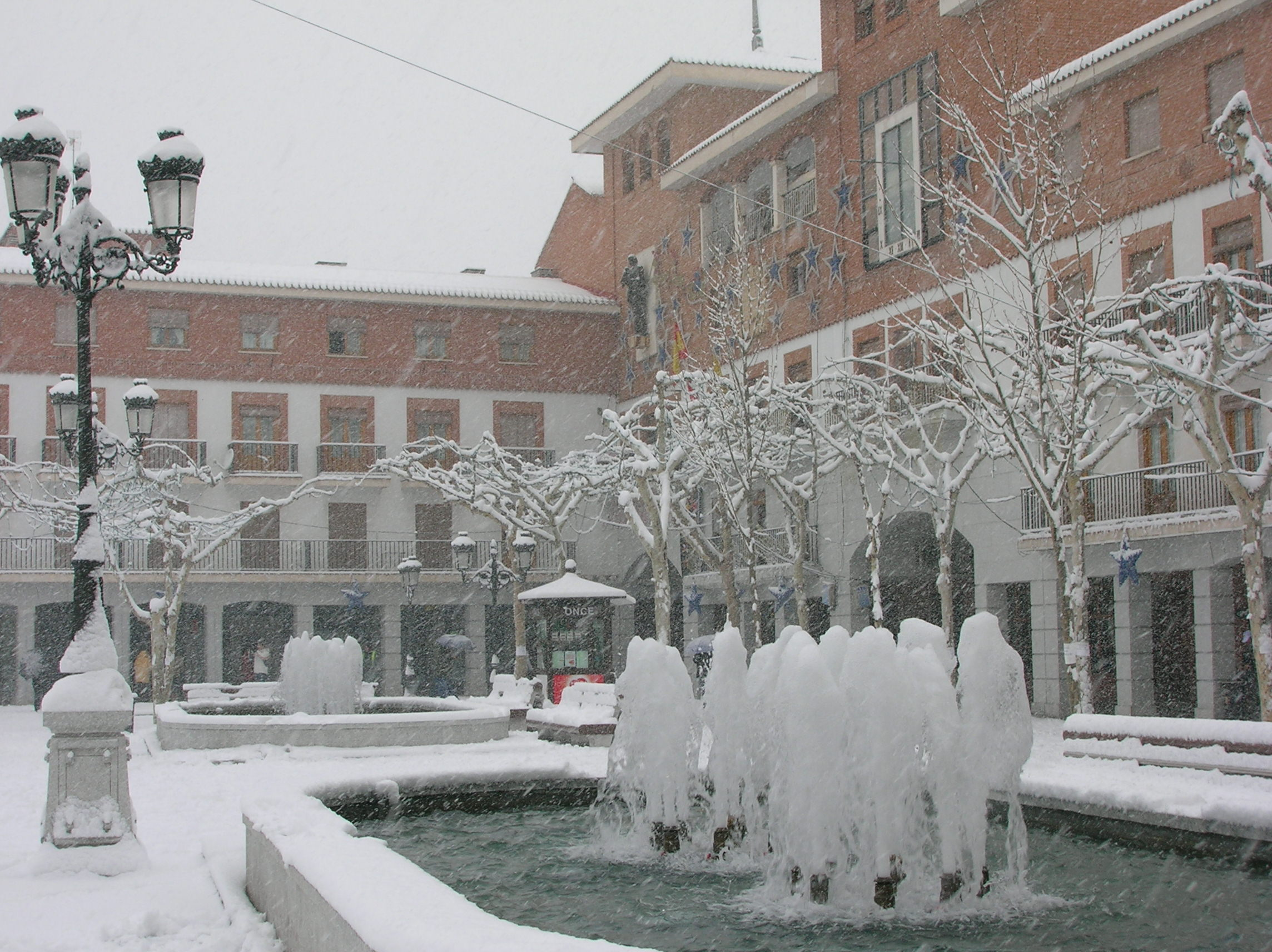
Пласа-Майор взимку